# Kanegarah
Kanegarah is een bestuurslaag in het regentschap Bangkalan van de provincie Oost-Java, Indonesië. Kanegarah telt 1891 inwoners (volkstelling 2010).